# Spensligt rörfly
Spensligt rörfly, Archanara neurica är en fjärilsart som beskrevs av Jacob Hübner 1818. Spensligt rörfly ingår i släktet Archanara och familjen nattflyn, Noctuidae. Arten är reproducerande i Sverige. Inga underarter finns listade i Catalogue of Life.

## Bildgalleri

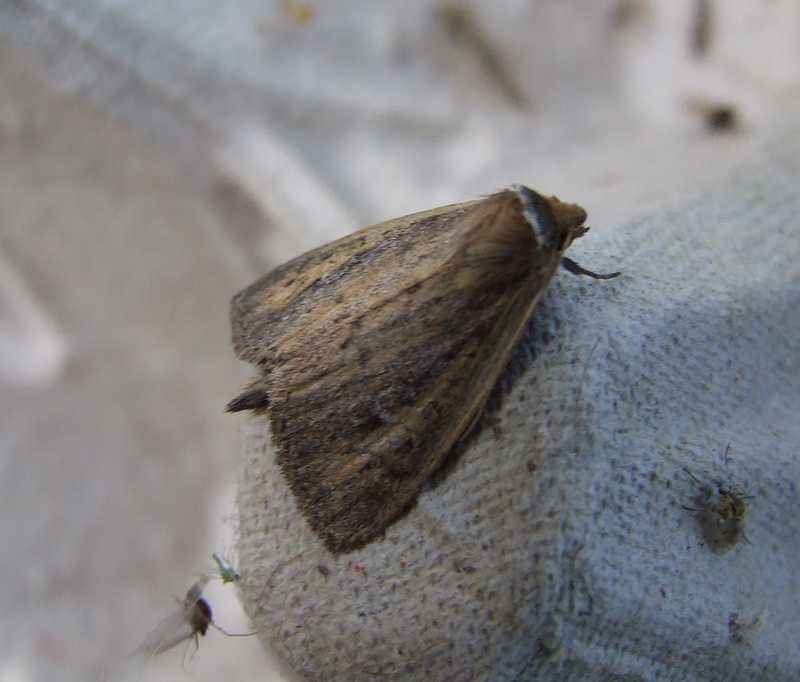
Imago fjäril
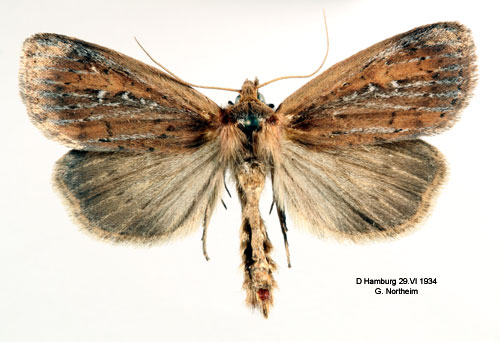
Preparerad (uppnålad) imago fjäril